# Đầm Nước Ngọt
Đầm Nước Ngọt (còn có các tên gọi khác là vịnh Nước Ngọt, đầm Đạm Thủy hay đầm Đề Gi) là một ba đầm nước lớn nhất tỉnh Bình Định, Việt Nam. Đầm này thông ra Biển Đông qua cửa biển Đề Gi.
Chiều dài của đầm là 6,5 km, chiều rộng là 2,8 km, độ sâu trung bình 0,9 m và độ sâu ở giữa đầm là 2,4 m. Đầm có diện tích 1.570 ha, nằm trên địa phận hai huyện Phù Cát và Phù Mỹ của tỉnh Bình Định.